# Pont à poutres
Un pont à poutres est un pont dont le tablier est porté par une ou plusieurs poutres en bois, en acier, en béton armé ou précontraint. Les ponts à poutres n’exercent qu’une réaction verticale sur leurs appuis intermédiaires ou d’extrémités et les efforts engendrés dans la structure sont principalement des efforts de flexion.
Deux critères permettent de différencier les poutres : la forme ou le matériau, le croisement des deux permettant de déterminer un grand nombre de poutres. Il existe quatre formes de poutres : les poutres à âmes pleines, les poutres caissons, les poutres treillis et les poutres bow-strings. Le matériau de constitution de la ou des poutres peut être le métal, le béton armé, le béton précontraint, le bois ou, plus récemment, des matériaux composites.

## Histoire des ponts à poutres métalliques

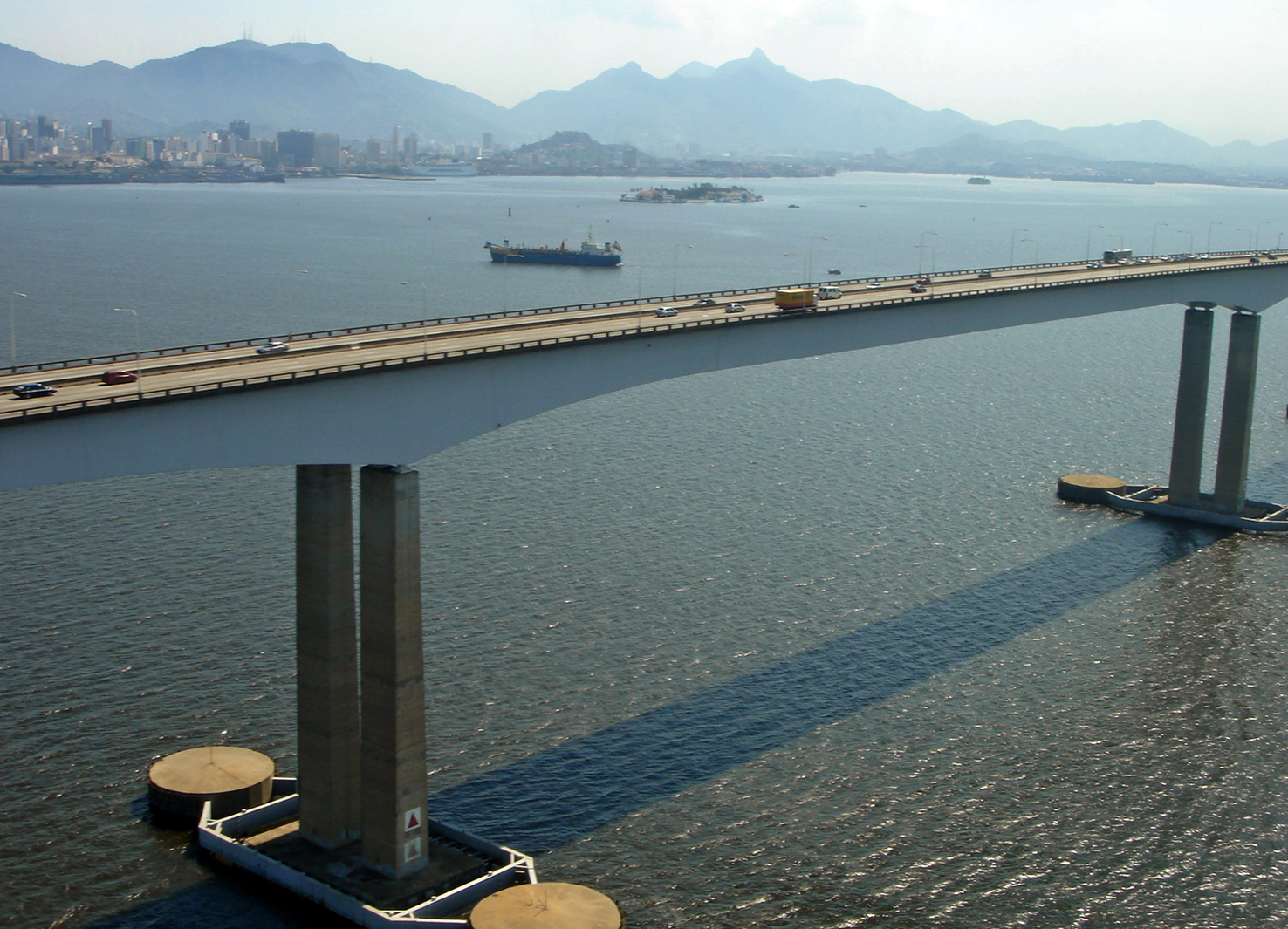
Pont Rio-Niterói - Rio de Janeiro - Pont à poutres métalliques

Les poutres métalliques peuvent être positionnées sous la chaussée ou de part et d'autre de celle-ci. Les poutres à âme pleine sont actuellement les plus utilisées car leur fabrication est relativement aisée. Les poutres caissons ont une meilleure résistance à la torsion que les poutres à âme pleine. Les poutres en treillis, constituées de barres métalliques horizontales, verticales ou obliques, appelées membrures, étaient très utilisées au XIXe siècle ou pour les ponts-rails. Elles ne sont aujourd’hui utilisées que lorsque les contraintes constructives ne permettent pas de mettre en place des poutres sous chaussées. Les poutres bow-strings ne doivent pas être confondues avec les poutres en treillis de hauteur variable. Extérieurement elles y ressemblent, mais il s’agit bien d’arc dont la poutre inférieure de liaison sert de tirant.
Différents types :
- Poutres sous chaussée en métal avec dalle orthotrope
- Caisson en métal avec dalle orthotrope
- Poutres en métal sous chaussée sans dalle participante
- Caisson en métal sans dalle participante
- Poutres latérales treillis en métal
- Poutres cantilever
- Pont à tréteaux
- Pont à béquilles métallique
- Pont à tubulaire
- Autre structure en métal

## Ponts à poutres en béton armé
Les poutres en béton armé sont parallèles sous la chaussée, presque toujours à âme pleine, solidarisées transversalement par des voiles en béton armé formant entretoise. La couverture (le hourdis) est une dalle en béton armé qui joue le rôle de membrure supérieure de liaison des poutres. Selon les dimensions respectives et modes de liaison de ces deux éléments, on distingue trois types de tabliers de ponts en béton armé : les tabliers à hourdis nervuré, les tabliers tubulaires (il existe un hourdis inférieur en plus du hourdis supérieur, on peut aussi parler de caisson) et les tabliers en dalle pleine (il n’y a pas de poutre) . Ces ponts sont coulés en place. Beaucoup de ponts à portée modérée franchissant routes et autoroutes sont de ce type.
- Cadre
- Portique simple ou double
- Pont dalle
- Pont dalle nervurée en béton armé
- Poutres sous chaussée en béton armé
- Nervures en béton armé
- Bow-string en béton armé
- Autre structure en béton armé

## Pont à poutres en béton précontraint
Les poutres en béton précontraint sont utilisées pour construire des ouvrages dont la portée est au moins de 30 ou 40 m. La panoplie des solutions comporte :
- Les dalles nervurées, qui ne peuvent être construites que sur cintre, et dont la gamme des portées déterminantes n'excède guère la soixantaine de mètres[C 3] ;
- Les ponts à poutres précontraintes par post-tension, permettant de construire des viaducs à travées indépendantes de portées comprises entre 30 et 60 matéral ou bilatéral (portée principale usuelle comprise entre 35 et 65 m)[C 3] ;
- Les ponts-caissons construits en encorbellement, permettant d'atteindre couramment des grandes portées de l'ordre de 130 ou 140 m, mais dont le domaine d'emploi s'étend jusqu'à 200 m de portée principale[C 3]. Cette méthode consiste à ériger l'ouvrage symétriquement en porte à faux à partir des piles, par tranches successives appelées voussoirs, coulés en place ou préfabriqués, la stabilité étant assurée par la mise en tension successive des câbles de précontrainte, ancrés à l'extrémité de chaque voussoir[C 4].
- Pont dalle ou dalle nervurée en béton précontraint
- Viaducs à travées indépendantes à poutres précontraintes (VIPP)
- Poutres précontraintes par adhérence (PRAD)
- Poutres caissons en béton précontraint
- Autres poutres sous chaussée ou nervures en béton précontraint (PSI-DP)
- Pont à béquilles
- Autre structure en béton précontraint

## Pont à poutres en béton fibré
La recherche des fabricants de ciment s'oriente vers des bétons de plus en plus légers, demandant moins d'énergie à la fabrication. Les bétons fibrés font partie des dernières innovations et permettent des audaces architecturales et techniques.
C'est le cas de la passerelle du Mucem qui le lie au fort Saint Jean à Marseille qui est un pont à poutre latérale en béton fibré. Le béton utilisé fait partie des innovations récentes d'un leader mondial, mais peine à percer dans un marché conditionné par les coûts, le BFUP, béton fibré ultraperformant.
Le fibrage joue un rôle similaire au ferraillage du béton armé ou du béton précontraint en améliorant la résistance à la traction, sans les problèmes de mise en place des fers (distance à la surface et aux micro-fissures éventuelles) et de leur corrosion. La poutre ici présente une section type IPN d'un effet esthétique intéressant par sa finesse.

## Pont mixte acier-béton

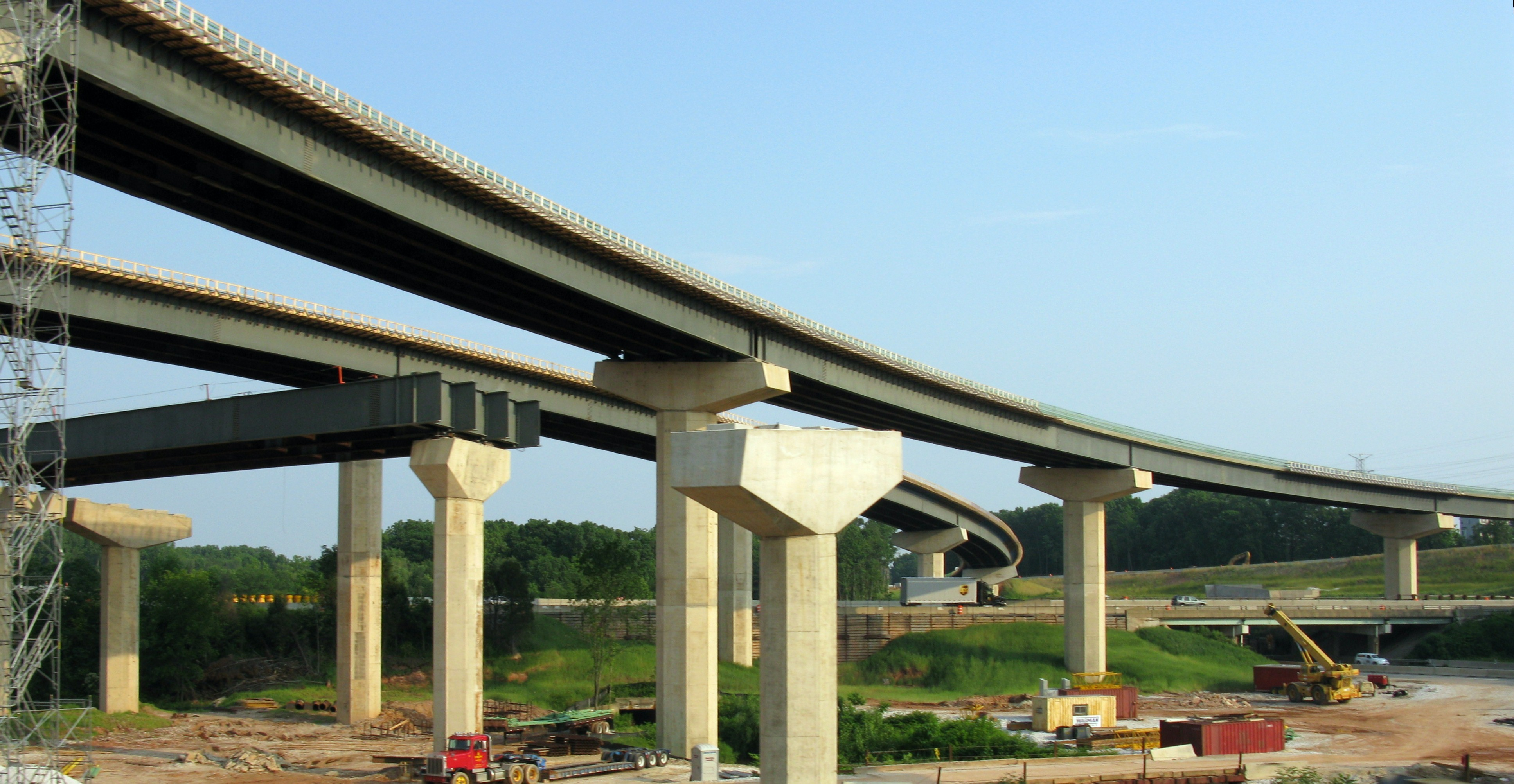
Ponts mixtes multipoutres, Baltimore (États-Unis)

Un pont mixte acier/béton comporte des éléments structurels en acier et en béton armé ou précontraint, dont la particularité réside dans le fait de faire fonctionner ces matériaux selon leurs aptitudes optimales, notamment en compression pour le béton et en traction pour l'acier. Ses éléments présentent une solidarisation entre eux, sous forme de liaisons mécaniques, de façon à créer un ensemble monolithique.
Leur dénomination est souvent ramenée à l'expression ponts mixtes bien que la mixité peut concerner d'autres matériaux comme le bois et la pierre et de la même façon, on peut parler uniquement de ponts à tabliers mixtes acier/béton alors que des ponts avec des piles et des tabliers composés alternativement des deux matériaux sont considérés comme des ponts mixtes. Les ouvrages composés uniquement de béton armé ou précontraint, malgré l'acier qu'ils possèdent, ne sont pas considérés comme des ponts mixtes.
- Poutrelles enrobées
- Poutres sous chaussée avec dalle participante
- Caisson en métal avec dalle participante

## Calcul
Les ponts poutre sont relativement faciles à calculer, surtout quand ils sont de section constante, puisque tous les autres calculs découlent de celui-ci. C'est le premier calcul appris RDM (Résistance des Matériaux). C'est ce modèle qui sert de bases pour les logiciels de calculs aux élément finis. Le calcul se complique avec l'hétérogénéité de la section.

## Construction
Les poutres sont posées aux deux extrémités sur des cylindres pour en permettre une certaine rotation et un glissement, évitant ainsi des contraintes parasites supplémentaires lors de la mise en œuvre et lors de variation de température ou de charge (hyperstatisme).